# Honigschleuder

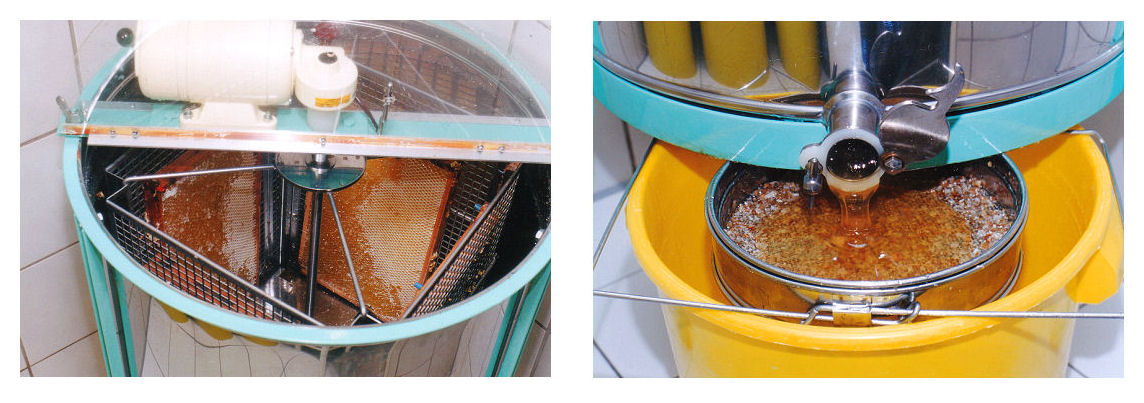
Tangentialsschleuder mit Motorantrieb und Bienenwaben im Wabenkorb. Durch den Ablaufhahn läuft der Honig durch ein Sieb in den Honigkübel

Eine Honigschleuder ist eine Zentrifuge (Imkereigerät), mit der Honig aus Bienenwaben gewonnen wird.

## Aufbau und Funktionsweise
Die Honigschleuder besteht aus einer zylinderförmigen Trommel, einem Wabenkorb, der mit einer Drehachse und einem Antrieb fest verbunden ist, und einem Auslaufhahn.
Zum Schleudern werden je nach Ausführung mehrere (2 bis 52 und sogar mehr) Waben in den Wabenkorb eingesetzt und dieser dann über den Antrieb gedreht. Durch die Zentrifugalkraft spritzt dabei der Honig aus den Waben an die Innenwand der Trommel, von der herabläuft. Er fließt durch den Auslaufhahn in einen Auffangbehälter (Eimer). Meist läuft er durch ein zwischengeschaltetes Sieb, das hauptsächlich Wachsteilchen zurückhält.

### Entdeckeln
Bevor der Honig aus den Bienenwaben geschleudert wird, müssen die Waben entdeckelt werden. Dabei entfernt man mit einer Entdeckelungsgabel oder einem Entdeckelungsmesser die Wachsdeckel von den Zellen.

## Ausführungen
Es gibt Honigschleudern mit elektrischem und manuellem Antrieb (Drehkurbel mit Freilaufantrieb). Die entdeckelten Honigwaben müssen je nach Typ von Honigschleuder manuell per Hand vom Bediener gewendet werden (Tangentialschleuder) oder der Wendevorgang wird über eine Steuerung bei der Honigschleuder selbst vorgenommen (Selbstwendeschleuder).
Es gibt insgesamt drei Typen an Honigschleudern: 
- Tangentialschleuder – dort werden die Waben tangential in den Kessel so eingesetzt, dass eine Wabenseite zur Kesselwand zeigt (diese wird dann im Schleudervorgang entleert), wobei die Drehrichtung egal ist.

- Radialschleuder – dort stehen die Waben quasi „sternförmig“ im Kessel und es werden im Schleudervorgang beide Seiten gleichzeitig entleert (hier kann es unter Umständen zu Wabenbruch führen, wenn der Honig zu zähflüssig ist und den Fliehkräften nicht standhält oder zu abrupt angeschleudert wird bzw. zu ruckartig abgebremst wird). Die Drehrichtung ist hierbei egal.
- Die Selbstwendeschleuder besteht aus einem Wabenkorb in dem sich einzel aufgehängte bzw. bewegliche Wabentaschen befinden. Der große Vorteil besteht darin, dass die Waben tangential und mit bester Unterstützung der Waben ausgeschleudert werden können und der Wendevorgang nicht manuell durchgeführt werden muss, sondern über eine Automatik (Steuereinheit) festgelegt ist. Es wird mit Drehrichtung links und rechts gearbeitet.

Im 19. Jahrhundert wurde der Honig mitsamt Wabe durch Erwärmung eingeschmolzen. Die Bestandteile wurden später voneinander getrennt. Heutzutage wird der Honig ohne Erwärmung geschleudert. Daher stammt auch die Bezeichnung kalt geschleudert auf den Etiketten.

## Produkte
Das mit einer Honigschleuder gewonnene Produkt darf, im Gegensatz zu Press- oder Scheibenhonig, als Schleuderhonig vermarktet werden. Das Schleudern ist seit der starken Verbreitung der Honigschleuder zu Beginn des 20. Jahrhunderts die mit Abstand häufigste Gewinnungsart.

## Erfindung
Erfunden wurde das Gerät vom österreichischen Major Franz von Hruschka (1813–1888) in Dolo (Venetien), wo er nach seiner Militärzeit lebte. 1865 stellte er das Gerät bei einer Wanderversammlung der Imker in Brünn unter seinem Firmennamen Angelo Lettame vor.